# Litewscy posłowie do Parlamentu Europejskiego 2004
Litewscy posłowie V kadencji do Parlamentu Europejskiego uzyskali ten status w dniu 1 maja 2004, tj. w dniu akcesji Litwy do Unii Europejskiej. Byli przedstawicielami krajowego parlamentu. Ich mandaty wygasły w dniu zakończenia kadencji PE 19 lipca 2004.

## Lista posłów
Litewska Partia Socjaldemokratyczna (PES)
- Mindaugas Bastys
- Kęstutis Kriščiūnas
- Artur Płokszto
- Antanas Valys
- Birutė Vėsaitė

Nowy Związek (Socjalliberałowie) (ELDR)
- Kęstutis Kuzmickas
- Vytautas Kvietkauskas

Związek Liberałów i Centrum (ELDR)
- Arminas Lydeka
- Romanas Sedlickas

Związek Ojczyzny (EPP-ED)
- Vytautas Landsbergis

Partia Liberalno-Demokratyczna (UEN)
- Eugenijus Maldeikis

Związek Partii Chłopskiej i Nowej Demokracji (EPP-ED)
- Gintaras Didžiokas

Litewscy Chrześcijańscy Demokraci (EPP-ED)
- Kazys Bobelis